# Tshukudu
Ne pas confondre avec Tshukudu (Botswana) (it), localité du Botswana

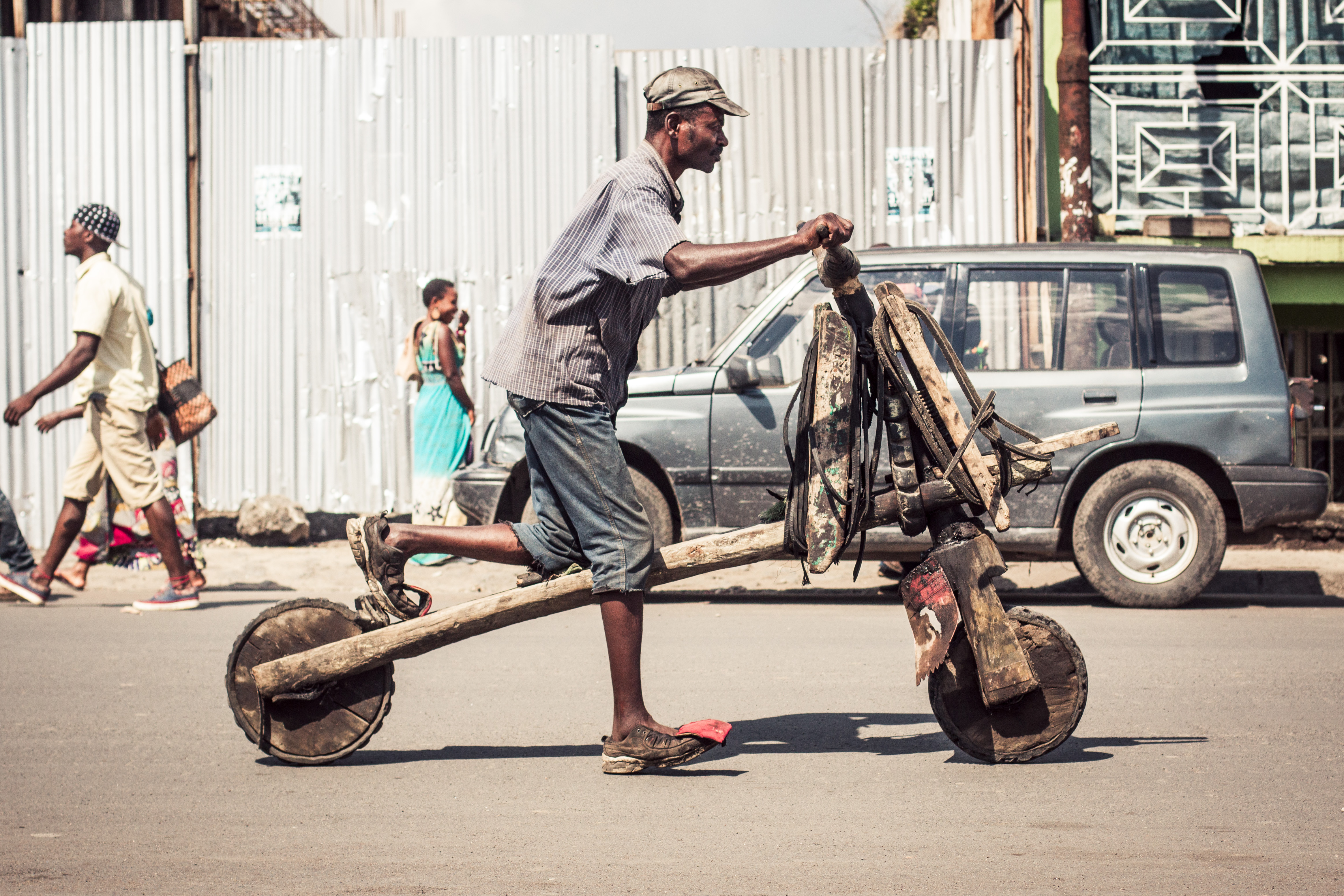
Un tshukudu dans une rue de Goma en RDC.

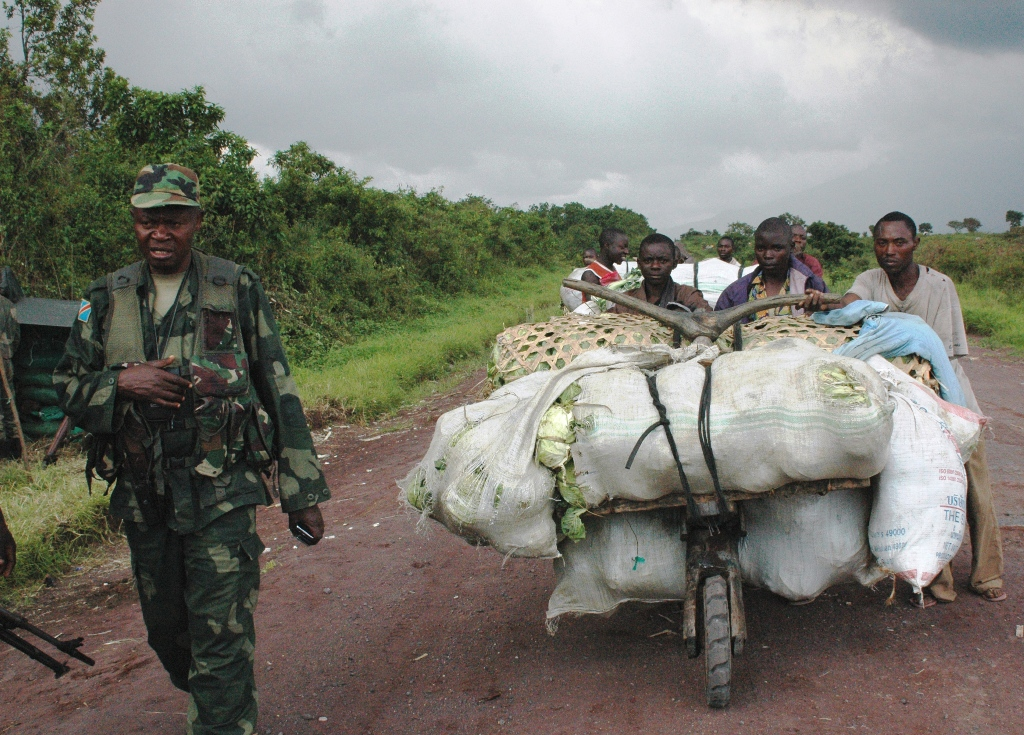
Un tshukudu près de Goma

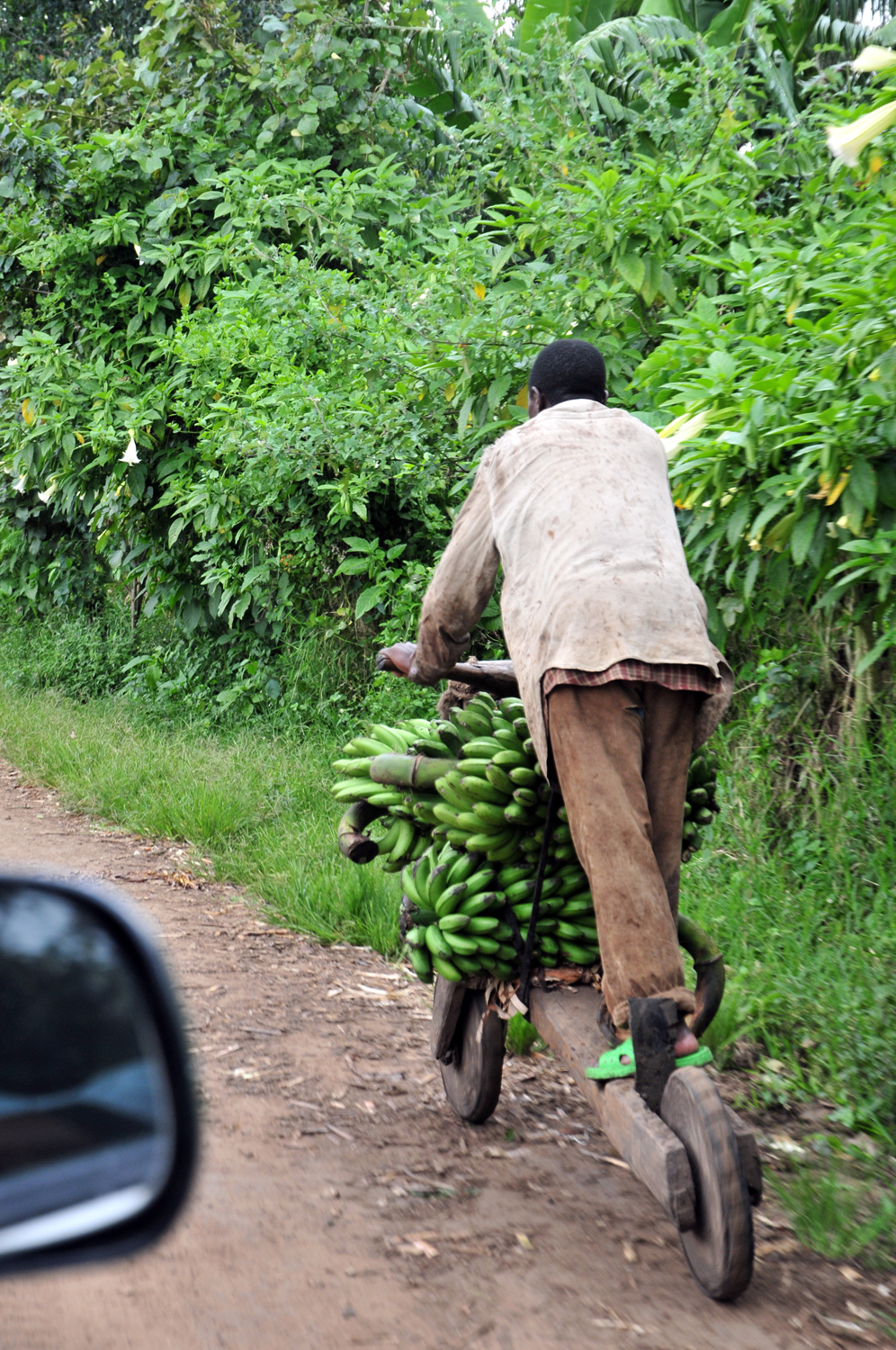
Tshukudu au Nord-Kivu

Le tshukudu ou chukudu est une sorte de grande trottinette utilisée depuis les années 1970, particulièrement en république démocratique du Congo, pour le transport de marchandises,.

## Présentation
Le nom est une onomatopée reflétant le bruit du véhicule.
Le tshukudu mesure en général 2 m et sert à transporter des charges très lourdes. Son pilote, le tshukudeur, est donc amené à pousser plus qu'à patiner. L’engin est souvent en bois.
Quand il est vide, le tshukudu peut être utilisé comme une trottinette classique, en s'agenouillant dessus avec une jambe et en poussant avec l'autre. Quand il est chargé, il doit être poussé sans à-coups. Le relief de Goma permet cependant souvent d'utiliser la pente pour transporter des marchandises sans avoir besoin de pousser. Le conducteur s'installe alors derrière le chargement et utilise son pied pour freiner en pressant un morceau de caoutchouc contre la roue arrière.

## Hommage

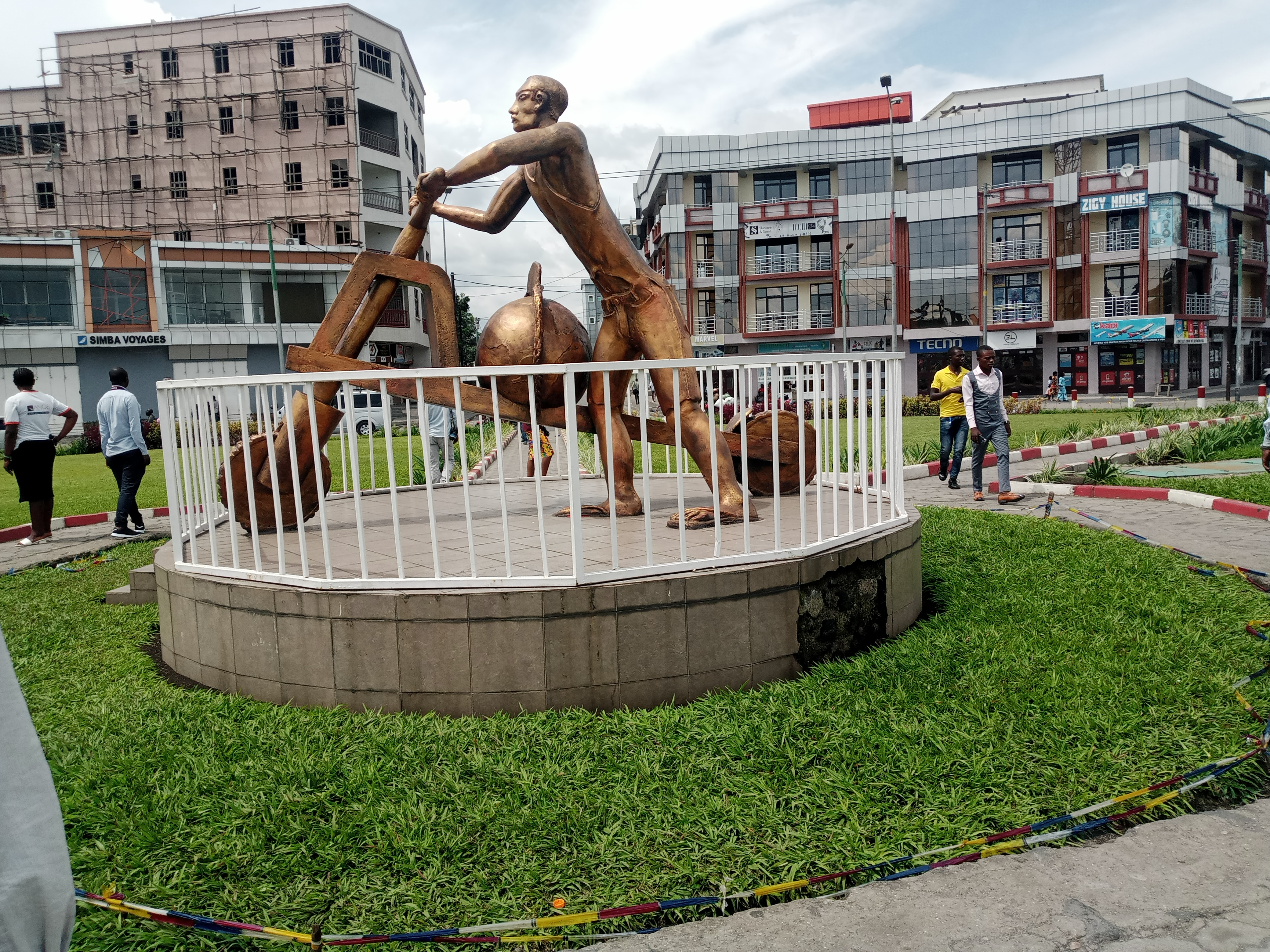
Rond point Tchukudu, Goma.

À Goma, une statue géante installée sur le rond-point Tshukudu représente un tshukudeur et sa machine.